# Gold Dust (álbum de Sandy Denny)
Gold Dust: Live at the Royalty es un álbum en vivo publicado póstumamente por la cantante británica de folk rock Sandy Denny. Documenta una de las últimas actuaciones públicas de Denny y se grabó en el recinto “Sound Circus” de Londres en el Royalty Theatre, Portugal Street, cerca de Aldwych, Londres (ahora el Peacock Theatre) el 27 de noviembre de 1977. El álbum presenta muchas de sus canciones clásicas tanto como solista y como miembro de Fairport Convention y Fotheringay, y sigue siendo la documentación más extensa del trabajo en vivo de Sandy con una banda de acompañamiento. El álbum no se lanzó en el sello originalmente planeado debido a problemas técnicos declarados con la cinta maestra, y solo se lanzó en un sello diferente veinte años después de su muerte después de que Jerry Donahue y otros regrabaran varias partes de pistas de guitarra y coros.
Fue reeditado en vinilo por primera vez el 23 de abril de 2022 para el Record Store Day.

## Información general
Denny no había actuado en vivo durante aproximadamente dos años y su lanzamiento de estudio en solitario de principios de ese año, Rendezvous, había mostrado una desviación de la música folk tradicional. Se la había citado diciendo poco antes de esta grabación: “Si tengo que cantar «Matty Groves» una vez más, me tiraré por una ventana”. La voz de Denny está bien capturada en esta grabación, aunque algunos críticos afirman que estaba por debajo de la media debido a los efectos de un resfriado o al desgaste agravado por los efectos de fumar a largo plazo. La actuación fue el concierto final de una gira de 11 fechas por el Reino Unido, aunque una fuente afirma erróneamente que fue la primera fecha (tanto la primera como la última fecha se interpretaron en el mismo recinto). Las canciones incluidas comprenden una amplia selección de su carrera discográfica e incluyen una de sus días anteriores en Fairport y grabada tanto con los Strawbs como con Fairport en Unhalfbricking («Who Knows Where the Time Goes?»), dos de Fotheringay («Nothing More» y «The Sea»), tres de The North Star Grassman and the Ravens («John the Gun», «Wretched Wilbur» y la canción que da nombre al álbum, aunque «John the Gun» también se interpretó y grabó originalmente con Fotheringay), tres de Sandy («The Lady», «It'll Take a Long Time» y «Tomorrow is a Long Time»), una de Like an Old Fashioned Waltz («Solo»), dos de Rising for the Moon (producidas durante su segundo paso por Fairport – «Stranger to yourself» y «One More Chance») y cinco de Rendezvous («I Wish I Was a Fool For You (For Shame of Doing Wrong)», «I'm a Dreamer», «Take Me Away», «Gold Dust» y «No More Sad Refrains»). Conteniendo tres miembros del grupo original de Fotheringay (Sandy, Trevor Lucas y Pat Donaldson) con la adición de Dave Mattacks en la batería, Rob Hendry en la guitarra principal y Pete Willsher en la guitarra de acero con pedal, la banda tiene una sensación distintiva de Fotheringay, una impresión aún más realzada por el reemplazo posterior de muchas partes de guitarra por el cuarto exmiembro de Fotheringay, Jerry Donahue, que no estaba disponible para los conciertos originales y estaba de gira con Joan Armatrading en ese momento.
Si bien originalmente estaba destinado a que el propietario de Saga Records, Marcel Rodd, publicará un álbum en vivo, la compra de las cintas se rechazó debido a problemas técnicos en la guitarra y las pistas de coros. Eventualmente, las cintas fueron compradas por Island Records, aunque solo se publicó una canción, siendo una interpretación de «The Lady» respaldada solo por un solo de piano, incluida como canción de apertura en el disco recopilatorio póstumo Who Knows Where the Time Goes? (1985).
En una entrevista con Sandy grabada a fines de 1977, publicada por Karl Dallas, se la puede escuchar discutiendo la próxima gira y su elección de músicos y material, entre otros temas.

## Lista de canciones
Todas las canciones escritas y compuestas por Sandy Denny, excepto donde esta anotado. 
| Lista de canciones de Gold Dust: Live at the Royalty |                                                                             |          |  |
| N.º                                                  | Título                                                                      | Duración |  |
| 1.                                                   | «I Wish I was a Fool For You (For Shame of Doing Wrong)» (Richard Thompson) | 4:32     |  |
| 2.                                                   | «Stranger to Himself»                                                       | 3:45     |  |
| 3.                                                   | «I'm a Dreamer»                                                             | 4:53     |  |
| 4.                                                   | «Take Me Away»                                                              | 4:42     |  |
| 5.                                                   | «Nothing More»                                                              | 4:15     |  |
| 6.                                                   | «The Sea»                                                                   | 5:10     |  |
| 7.                                                   | «The Lady»                                                                  | 3:45     |  |
| 8.                                                   | «Gold Dust»                                                                 | 3:53     |  |
| 9.                                                   | «Solo»                                                                      | 4:46     |  |
| 10.                                                  | «John the Gun»                                                              | 4:47     |  |
| 11.                                                  | «It'll Take a Long Time»                                                    | 4:59     |  |
| 12.                                                  | «Wretched Wilbur»                                                           | 2:59     |  |
| 13.                                                  | «Tomorrow Is a Long Time» (Bob Dylan)                                       | 3:57     |  |
| 14.                                                  | «The North Star Grassman»                                                   | 3:46     |  |
| 15.                                                  | «One More Chance»                                                           | 8:21     |  |
| 16.                                                  | «No More Sad Refrains»                                                      | 2:27     |  |
| 17.                                                  | «Who Knows Where the Time Goes?»                                            | 6:38     |  |